# Mononychellus mcgregori
Mononychellus mcgregori är en spindeldjursart som först beskrevs av Flechtmann och Baker 1970.  Mononychellus mcgregori ingår i släktet Mononychellus och familjen Tetranychidae. Inga underarter finns listade i Catalogue of Life.